# أولريش ماورر
أولريش ماورر (بالألمانية: Ulrich Maurer) (و. 1948  م) هو سياسي، ومحامي ألماني، ولد في شتوتغارت، هو عضوٌ في الحزب الديمقراطي الاجتماعي الألماني، وهو عضوٌ في الحزب اليساري الألماني، شارك في الانتخابات الرئاسية الألمانية 2012، والانتخابات الرئاسية الألمانية 2010، والانتخابات الرئاسية الألمانية 2009، والانتخابات الرئاسية الألمانية 1999 ‏.

## مناصب
تولى منصب عضو في البوندستاغ الألماني (18 أكتوبر 2005–27 أكتوبر 2009)
- عضو مجلس الشورى الموحد بادن فورتمبيرغ  [لغات أخرى]‏

.

## جوائز
حصل على جوائز منها:

نيشان استحقاق صليب الضباط لجمهورية ألمانيا الاتحادية

## روابط خارجية
- أولريش ماورر على موقع مونزينجر (الألمانية)